# Calyptozoum operculatum
Calyptozoum operculatum är en mossdjursart som beskrevs av Harmer 1926. Calyptozoum operculatum ingår i släktet Calyptozoum och familjen Bugulidae. Inga underarter finns listade i Catalogue of Life.